# Neukirch (Egnach)
Neukirch ist eine Ortschaft in der Gemeinde Egnach im Bezirk Arbon des Schweizer Kantons Thurgau. Das Kirchdorf bildet mit dem Sitz der Gemeindeverwaltung, der Sekundarschule und der evangelischen Kirche das Zentrum der Gemeinde Egnach.

## Geografie

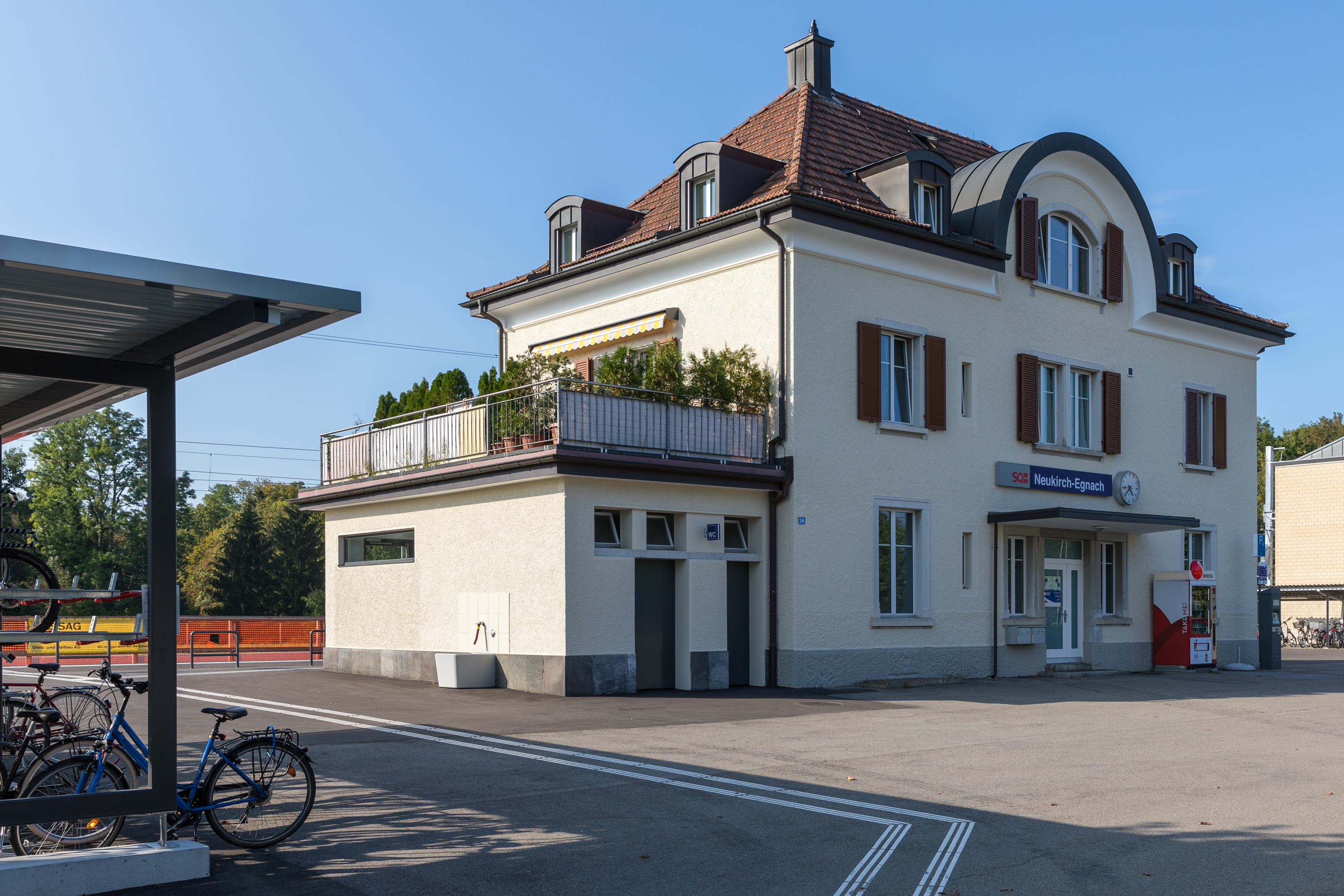
Bahnhof Neukirch-Egnach

Neukirch liegt am Schnittpunkt der Strassen Arbon–Amriswil und Romanshorn–St. Gallen und hat zusammen mit dem Dorf Egnach gemeinsam den Bahnhof Neukirch-Egnach an der Bahnlinie Romanshorn–St. Gallen der Südostbahn.

## Geschichte

Neukirch im Jahr 1923

1727 gründeten die mehrheitlich reformierten Einwohner Egnachs eine Kirchgemeinde und liessen in Mosershaus, dem heutigen Neukirch, eine Kirche bauen.
Lange standen die Kirche und das Wirtshaus «Traube» allein an der Strassenkreuzung. Im Laufe der Zeit gruppierten sich dort weitere Häuser, so dass 1802 um die Kirche 13 Gebäude bekannt waren. Im gleichen Jahr richtete Schulmeister Abraham Kreis in Mosershaus eine Schule ein. In seinem selbst verfassten Rechenlehrmittel nennt er die Schule erstmals Neukirch. Allmählich etablierte sich dieser Name offiziell für das Dorf.
1910 erfolgte der Bau der Bodensee-Toggenburg-Bahn, die Neukirch-Egnach mit Romanshorn und St. Gallen verbindet.

## Sehenswürdigkeiten
Die 1727 vom Teufener Bau- und Werkmeister Jakob Grubenmann erbaute evangelischen Kirche erhielt im Jahre 1804 ihre erste Orgel. In den Jahren 1964/1965 erfuhr die Kirche eine Innen- und Aussenrenovation und erhielt eine neue Orgel.
Das Pfarrhaus ist ein stattlicher Riegelbau von 1728/1729.

## Bilder

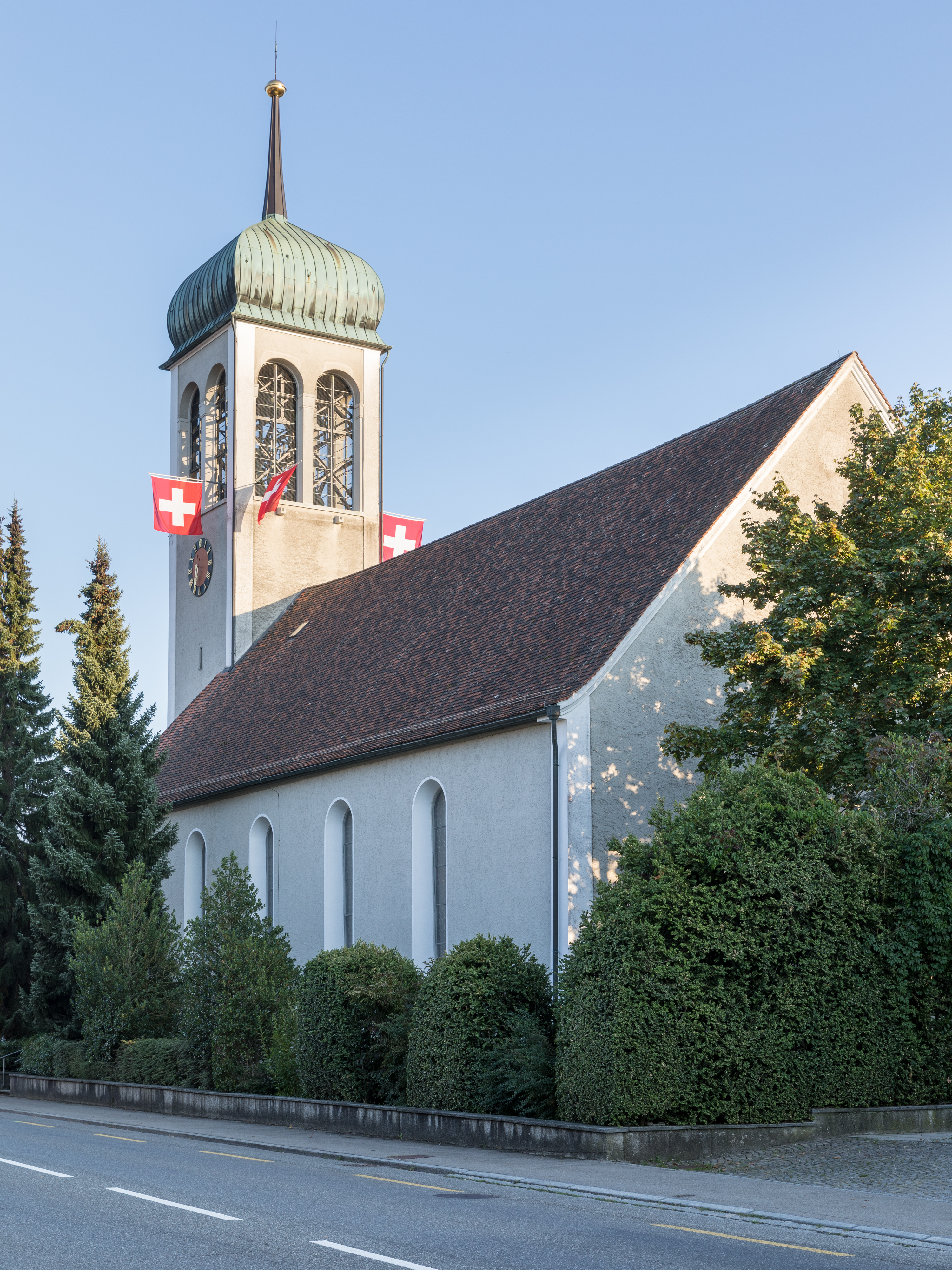
Kirche
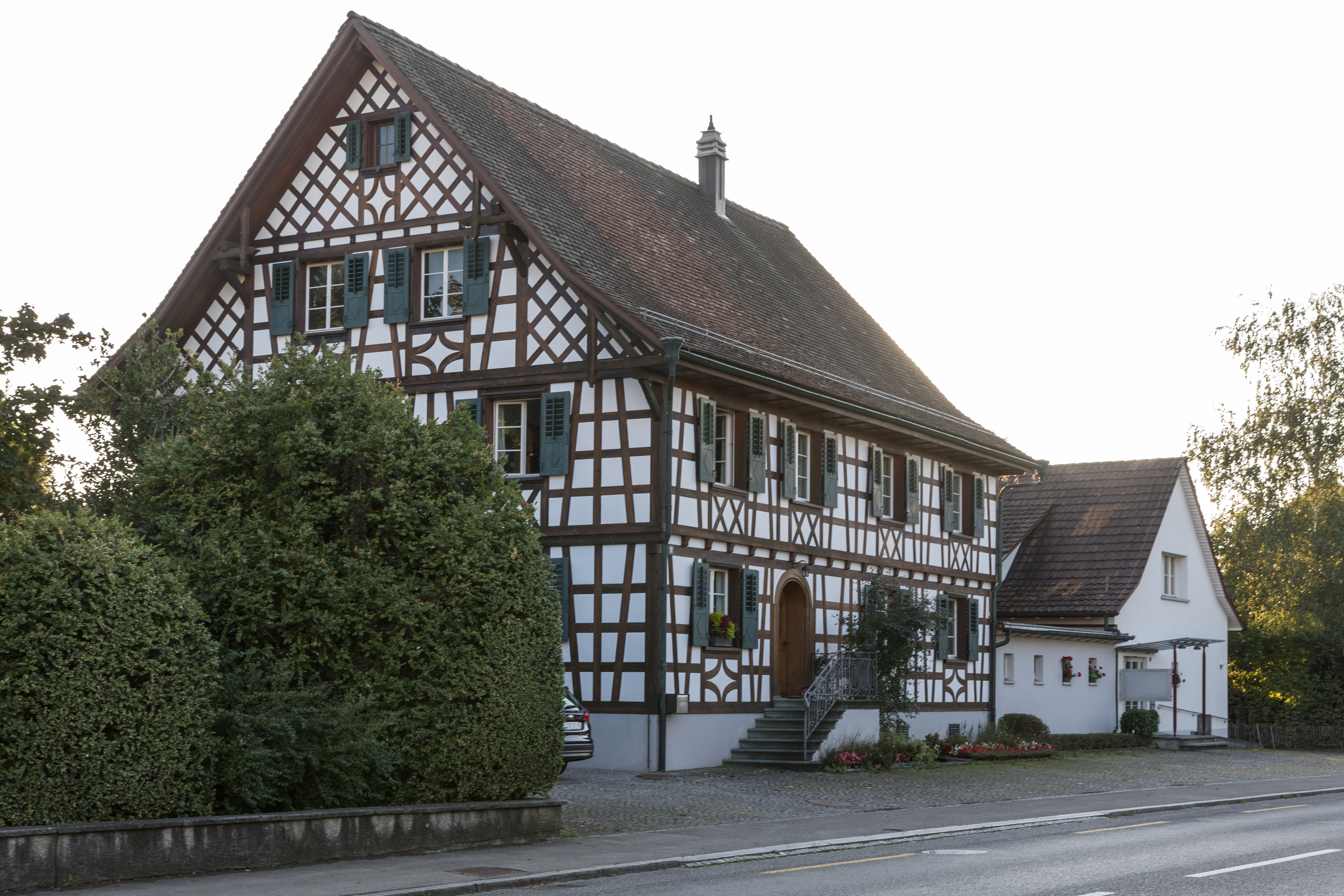
Pfarrhaus
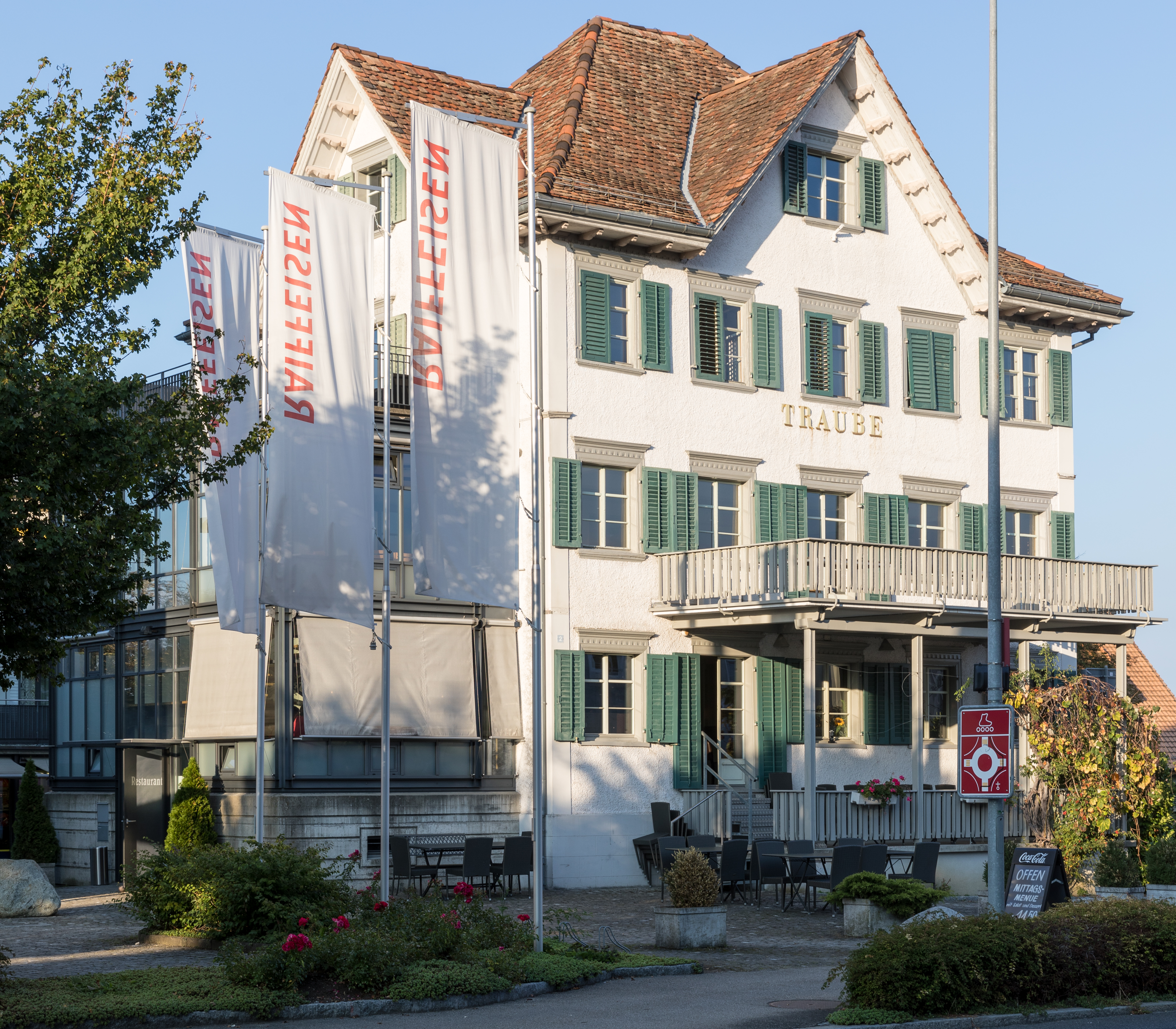
Gasthaus «Traube»
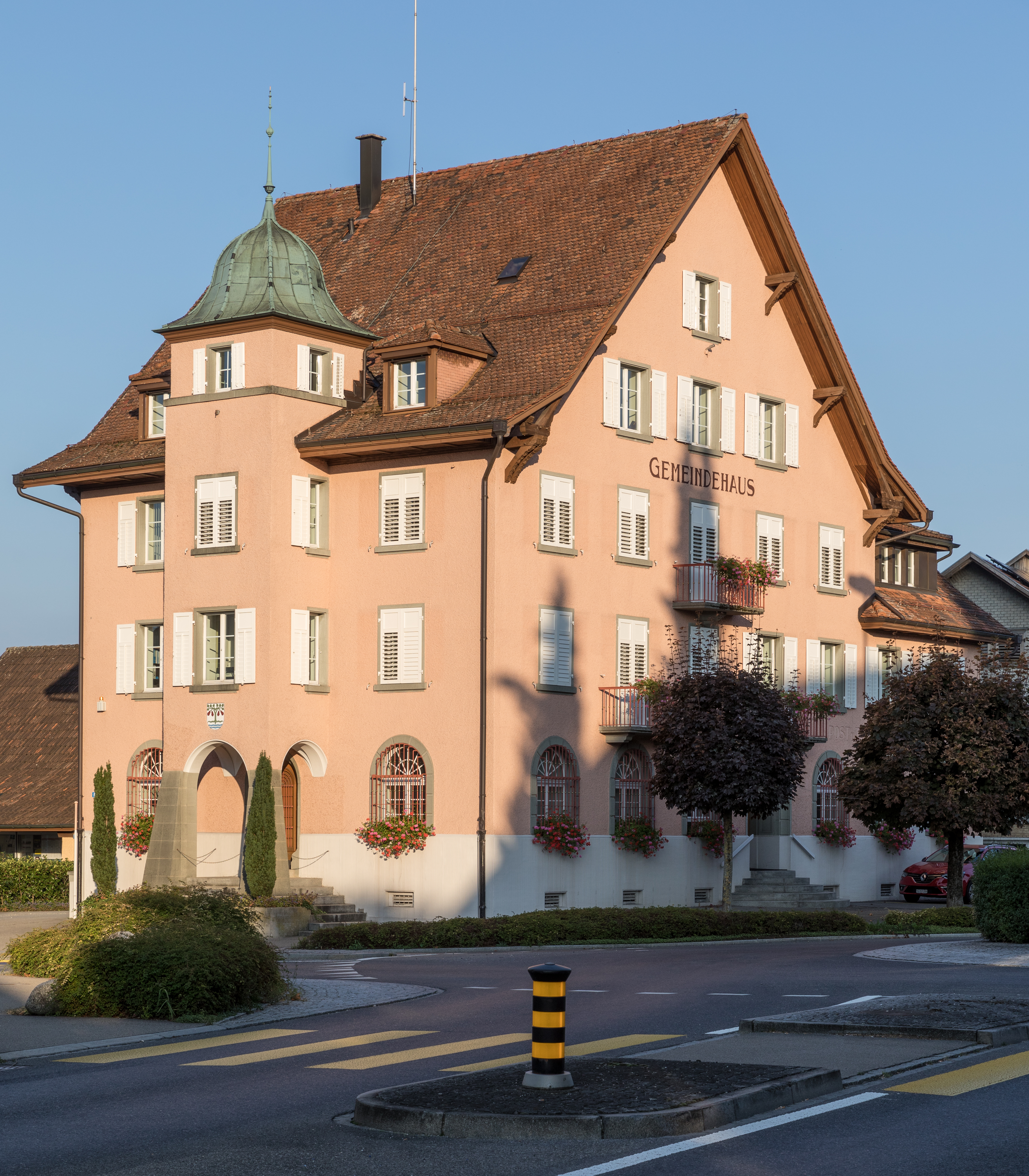
Gemeindehaus
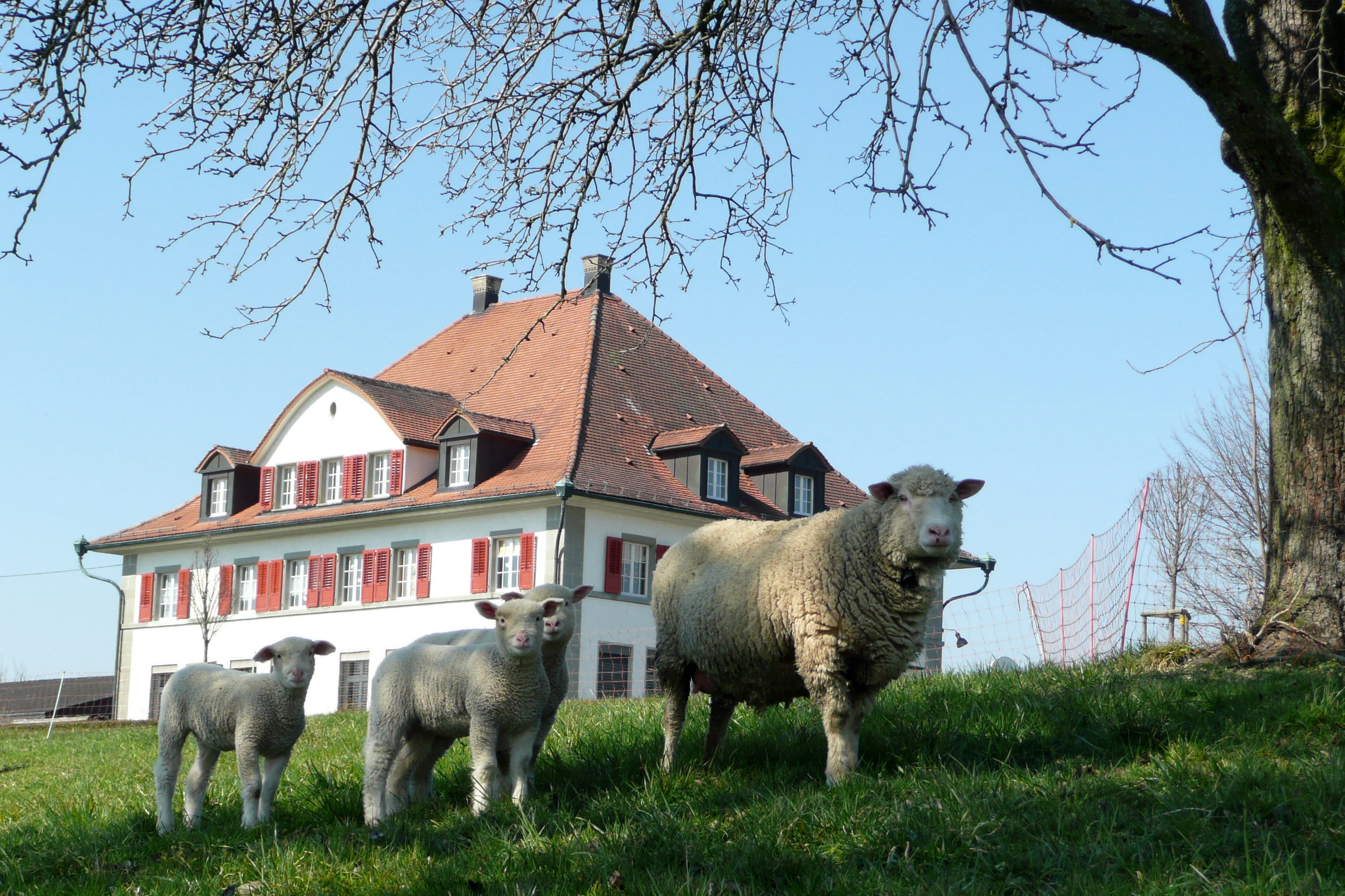
Sekundarschule